# Olga Streltsova
Olga Alexándrovna Streltsova –en ruso, Ольга Александровна Стрельцова– (Moscú, 25 de febrero de 1987) es una deportista rusa que compite en ciclismo en la modalidad de pista, especialista en las pruebas de velocidad.
Ganó dos medallas en el Campeonato Europeo de Ciclismo en Pista, oro en 2013 y plata en 2009.

## Medallero internacional
| Campeonato Europeo | Campeonato Europeo        | Campeonato Europeo | Campeonato Europeo    |
| Año                | Lugar                     | Medalla            | Competición           |
| ------------------ | ------------------------- | ------------------ | --------------------- |
| 2009               | Gante ( Bélgica)          | Medalla de plata   | Ómnium esprint        |
| 2013               | Apeldoorn ( Países Bajos) | Medalla de oro     | Velocidad por equipos |

1. ↑  Campeonato Europeo realizado sólo para la disciplina de ómnium.
2. ↑  Variedad de ómnium que incluía cuatro pruebas de esprint: 200 m vuelta lanzada, keirin, eliminación y velocidad individual.